# Бинвирь
Бинвирь (удм. Бинвыр) — деревня в Увинском районе Удмуртии, входит в Красносельское сельское поселение. Находится в 37 км к юго-востоку от посёлка Ува и в 36 км к западу от Ижевска.